# 欧比尼莱波泰
欧比尼莱波泰（法語：Aubigny-les-Pothées，法語發音：[obiɲi le pɔte]）是法国大東部大區阿登省的一个市镇，属于沙勒维尔-梅济耶尔区。

## 地理
欧比尼莱波泰（49°46'34"N, 4°26'9"E）面积10.42 平方千米，位于法国大東部大區阿登省，该省份为法国北部内陆省份，西接埃纳省，南至马恩省，东临默兹省，北与比利时接壤。
与欧比尼莱波泰接壤的市镇（或旧市镇、城区）包括：布隆拜、塞尔尼翁、莱普龙莱瓦莱、洛尼博尼、马尔勒蒙、锡尼拉拜。

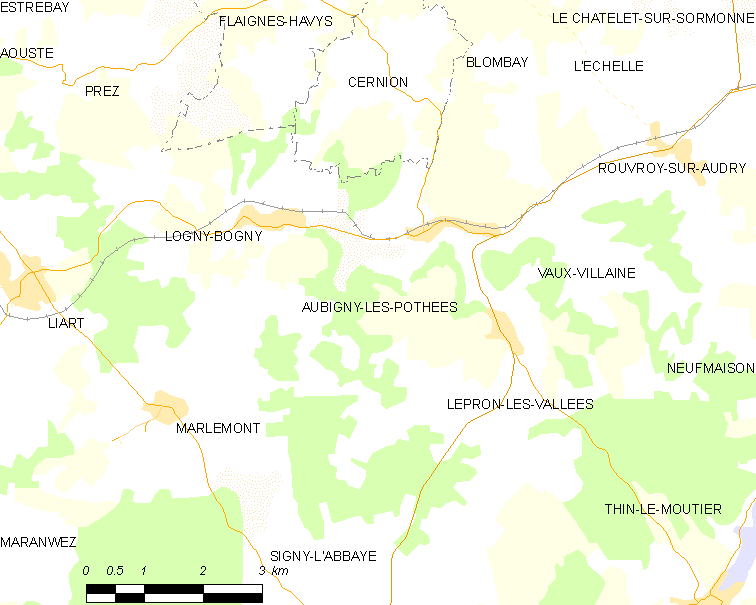
欧比尼莱波泰的OSM定位图

欧比尼莱波泰的时区为UTC+01:00、UTC+02:00（夏令时）。

## 行政
欧比尼莱波泰的邮政编码为08150，INSEE市镇编码为08026。

## 政治
欧比尼莱波泰所属的省级选区为锡尼拉拜县。

## 人口

1962-2008年间欧比尼莱波泰人口变化图示

欧比尼莱波泰于2022年1月1日时的人口数量为306人。